# 阿部悠人
阿部 悠人（あべ ゆうと、1992年〈平成4年〉 - ）は、日本の実業家、著作家、投資家。青森県出身。株式会社ミショナCOO、株式会社オファーズ代表取締役。

## 人物
大学3年生の就職活動中に出会った経営者と1冊の本(プータロー、アフリカで300億円、稼ぐ)に触発され起業を決意。最終面接まで進んでいた企業には断りの連絡を入れ退路を断つ。初めは書籍に習い、アフリカへの中古車輸出ビジネスで起業したが、資金力、ハードルの高さで苦戦し、1台も仕入れること無く断念。その後、ヤフオクの不用品販売についての記事をたまたま見つけ、試しにやってみたところ、予想外に売れることが判明。最初に売れた商品は「馬の被り物」で429円とのこと。ビジネスの中心をインターネットを利用した物販に移し、大手ECサイトやフリマアプリで事業に着手する。物販ビジネスの後は、その手法を伝えるためのコミュニティ運営やコンサルティング活動、著書の出版、セミナー講演を行う。
2017年には、まだ世間に十分認知されていなかった暗号通貨に注目。HYPEに騙され200万以上を失うも、暗号通貨の可能性を感じ、ビットコインの他にもイーサリアムなどのアルトコインに積極的に投資。また、ブロックチェーン企業のプロモーションにも力を入れている。
2020年6月には、LINE公式アカウントのマーケティングシステム「L Message（エルメ）」をリリースし、2022年8月に1万件、2025年1月には10万件以上の導入を達成。

## 著書

### 単著
- 『月に30万円稼ぐためのメルカリ転売入門』秀和システム、2016年6月。ISBN 9784798046938。
- 『月30万以上を確実に稼ぐ！ メルカリで中国輸入→転売実践講座』秀和システム、2017年5月。ISBN 9784798050904。
- 『ネットだけで集客と販促 最強の教科書』秀和システム、2017年10月。ISBN 9784798052823。
- 『わかる！ できる！ 稼げる！ 暗号通貨 投資のイロハ』ゴマブックス、2018年2月。ISBN 9784777119967。
- 『仮想通貨が1時間でわかる本』自由国民社、2019年1月。ISBN 9784426124281。

### 共著
- 桑名由美、阿部悠人『LINE完全マニュアル』（第3版）秀和システム、2023年4月。ISBN 9784798069456。